# 薔薇合戦

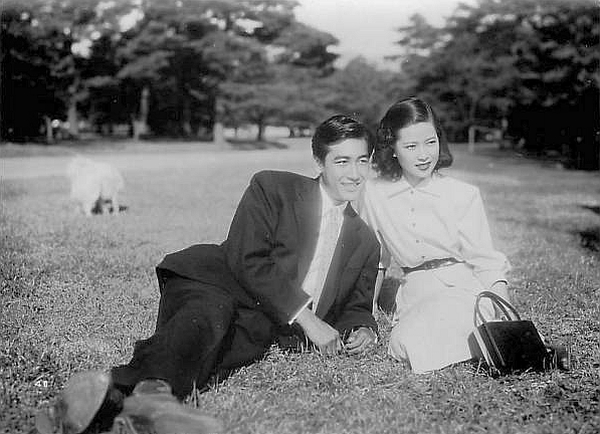
薔薇合戦

薔薇合戦（ばらがっせん）は、1950年10月28日に公開された、成瀬巳喜男監督の日本映画。丹羽文雄による、同名の小説を原作とする。ドラマ映画。

## スタッフ
- 監督：成瀬巳喜男
- 原作：丹羽文雄
- 脚色：西亀元貞
- 撮影：竹野治夫

## キャスト
- 鶴田浩二、桂木洋子、三宅邦子、若山セツ子、小林立美、仁科周芳など